# Melville Shavelson
Melville Shavelson (New York City, 1º aprile 1917 – Studio City, 8 agosto 2007) è stato un regista, sceneggiatore e produttore cinematografico statunitense.

## Biografia
Fu presidente del sindacato degli sceneggiatori cinematografici americani, il Writers Guild of America, dal 1969 al 1971, dal 1979 al 1981 e dal 1985 al 1987. Sceneggiò i primi lavori a Hollywood a partire dal 1938, lavorando per 5 anni alle commedie di Bob Hope. Fu poi autore della sceneggiatura di alcuni film dello stesso Hope come Il pirata e la principessa (1944) e Come divenni padre (1949), interpretato anche da Lucille Ball.
Fu candidato agli Oscar per la migliore sceneggiatura originale per la prima volta nel 1956 per il film Eravamo sette fratelli, con Hope impegnato in un raro ruolo drammatico e, successivamente, nel 1959, per la commedia brillante Un marito per Cinzia con Sophia Loren e Cary Grant; di entrambi i film fu anche regista.
Tra gli altri film da lui scritti e diretti figurano Giacomo il bello (1957), I cinque penny (1959), per il quale vinse lo Screen Writers Guild Award, La baia di Napoli (1960), Un generale e mezzo (1961), Combattenti della notte (1966) e Appuntamento sotto il letto (1968), uno degli ultimi film di Lucille Ball.
La Cornell University conferisce annualmente un premio a lui intitolato, lo Shavelson Film Awards, per i giovani e promettenti registi e sceneggiatori.

## Filmografia parziale

### Sceneggiatore
- Ice-Capades di Joseph Santley (1941)
- Il pirata e la principessa (The Princess and the Pirate) di David Butler (1944)
- I'll See You in My Dreams di Michael Curtiz (1951)
- Eravamo sette fratelli (The Seven Little Foys) di Melville Shavelson (1955)
- Giacomo il bello (Beau James) di Melville Shavelson (1957)
- Un marito per Cinzia (Houseboat) di Melville Shavelson (1958)
- I cinque penny (The Five Pennies) di Melville Shavelson (1959)
- La baia di Napoli (It Started in Naples) di Melville Shavelson (1960)
- Un generale e mezzo (On the Double) di Melville Shavelson (1961)
- Pranzo di Pasqua (The Pigeon That Took Rome) di Melville Shavelson (1963)
- Il mio amore con Samantha (A New Kind of Love) di Melville Shavelson (1963)
- Combattenti della notte (Cast a Giant Shadow) di Melville Shavelson (1966)
- Appuntamento sotto il letto (Yours, Mine and Ours) di Melville Shavelson (1968)
- Oggi sposi: sentite condoglianze (The War Between Men and Women) di Melville Shavelson (1972)

### Regista
- Eravamo sette fratelli (The Seven Little Foys) (1955)
- Giacomo il bello (Beau James) (1957)
- Un marito per Cinzia (Houseboat) (1958)
- I cinque penny (The Five Pennies) (1959)
- La baia di Napoli (It Started in Naples) (1960)
- Un generale e mezzo (On the Double) (1961)
- Pranzo di Pasqua (The Pigeon That Took Rome) (1963)
- Il mio amore con Samantha (A New Kind of Love) (1963)
- Combattenti della notte (Cast a Giant Shadow) (1966)
- Appuntamento sotto il letto (Yours, Mine and Ours) (1968)
- Oggi sposi: sentite condoglianze (The War Between Men and Women) (1972)
- Here Comes the Judge – film TV (1972)
- Mixed Company (1974)
- The Legend of Valentino – film TV (1975)
- The Great Houdini – film TV (1976)
- Ike (miniserie televisiva)Ike (The War Years), co-regia con Boris Sagal – miniserie TV (1979-1980)
- Moglie a sorpresa (The Other Woman) – film TV (1983)
- Deceptions – miniserie TV (1985)